# Taoisme
Taoisme eller Daoisme er betegnelsen for en kinesisk livsanskuelse og religion, der opstod på grundlag af tekster, der er skrevet i perioden ca. 600 - ca. 200 f.Kr, blandt andre: Guanzi, Tao Te Ching, Chuang Tzu og I Ching. Taoismens to grundlæggende tekster er Tao Te Ching og Chuang Tzu.
Tao Te Ching, der tilskrives Lao-tse, er af forskere dateret til omkring år 500 f.Kr.  Det er omdiskuteret, om Lao-tse er en historisk person. En udbredt tradition hævder, at Lao-tse grundlagde taoismen.
Chuang Tzu er opkaldt efter sin formodede forfatter, Chuang Tzu ("Mester Chuang").
Den oprindelige taoisme var en livsanskuelse, som senere blev ophavet til en religion (i 100-tallet E.Kr.). Det er derfor almindeligt at skelne mellem taoismen som livsanskuelse og taoismen som religion, selv om nogle forskere ikke skelner klart.

## Taoismen som livsanskuelse

### Tao
Centralt i taoismen står begrebet "tao" (en transskription af det kinesiske tegn 道), der kan oversættes med "vejen". Tao er universets vej eller universets proces, naturens orden. Det er den højeste virkelighed. Tao betegner den evigt skabende kraft, der løber gennem alt i universet. Det er upersonlig proces, som både er dennesidig (immanent) og hinsidig (transcendent), og som betragtes som kilden til alt, hvad der eksisterer.
I tao findes tilværelsens modsætninger - samlet under begreberne yin og yang. Yin og yang kan opfattes som komplementære og samtidig modsatrettede kræfter, der tilsammen danner en dynamisk helhed. Denne helhed er større end delene, og delene er essentielle for helhedens sammenhængskraft. I den store naturens orden befinder yin og yang er i dynamisk harmonisk bevægelse.
Yin repræsenterer det kvindelige, det passive, det mørke, det kolde, vinteren. Yang repræsenterer det mandlige, det aktive, det lyse, det varme, sommeren.
Yin og yangs dynamiske karakter anskueliggøres i det kendte yin og yang-symbol. Dette symbol består af en ligelig fordeling af det mørke yin og det lyse yang. Symbolet antyder samtidig en cyklisk bevægelse. Både yin og yang bevæger sig frem mod deres højdepunkt, hvorefter de viger pladsen for deres modsætning.
Det lyse felt og det mørke felt bølger sig ind i hinanden. Derved illustreres det, at at yin og yang er forbundet med hinanden og er i harmoni med hinanden.
Der er en mørk prik i det lyse felt og en lys prik i det mørke felt. Herved symboliseres det, at både yin og yang rummer kimen til deres modsætning. Yin er skjult til stede i yang, og yang er skjult til stede i yin.
"Når yang-kraften er på sit højeste, skulle det være varmt, og dog er sommeren ikke uden kølige dage. Når yin-kraften kulminerer, skulle det være koldt, og dog er selv en streng vinter ikke uden sine varme perioder." 
Tilværelsens modsætninger er altså ikke absolutte modsætninger. Der er f.eks. ikke tale om den modsætning, som kendes fra andre religioner, nemlig modsætningen mellem to modstridende grundkræfter i tilværelsen: Gud, som er kilden til det gode, og Djævelen, som er kilden til det onde. Yin og yang er komplementære modsætninger: De kompletterer hinanden og forudsætter hinanden:
"Alle kan se, at det smukke er smukt, fordi der også findes grimhed. Alle ved, at det gode er godt, fordi der også findes ondskab. ... Det svære og det lette definerer hinanden. Det samme gør langt og kort. Højt og lavt. Lyd og stilhed." 

For den vestlige tanke er det svært at forstå denne underliggende enhed i alle modsætninger: at modsatte fænomener i virkeligheden er aspekter af det samme fænomen. Det er f.eks. svært at forstå, at det gode og det onde er forbundet med hinanden. Men den taoistiske vismand erkender det relative i det gode og det onde, og han stræber ikke efter det gode, men søger snarere at bevare en dynamisk ligevægt mellem godt og ondt. Chuang Tzu siger herom:
"Udsagnene 'Skal vi ikke følge det rette og ære det og afvise det slette?' - og - 'Skal vi ikke følge og ære dem, der kan sikre os en god regeringsmagt, og afvise dem, der skaber uorden?' - tyder på et manglende kendskab til principperne for himlen og jorden og til tingenes forskellige egenskaber. Det svarer til at følge og ære himlen og lade jorden ude af betragtning. Det svarer til at følge og ære yang og lade yin ude af betragtning. Det er klart, at man ikke kan bære sig sådan ad." 

### Wuwei
Taoismen lærer, at man bør leve et liv i overensstemmelse med tao, den naturlige forandring i verden, og at man bør udnytte denne forandring i stedet for at stille sig i vejen for den. Forandringen sker ikke som en følge af en kraft; den er snarere en tendens, der findes i alle ting og i alle situationer. Taos bevægelser er ikke påtvungne; de sker naturligt og spontant.
Da mennesket bør tage taos virkemåde som forbillede, skal dets handlinger også være naturlige og spontane. De skal ikke være anstrengte eller forcerede - ligesom handlingen hos en vægtløfter, der presser sin krop til det yderste for at løfte en tung vægtstang.
Denne tanke konkretiseres i princippet om wuwei, "ikke-handlen". Wuwei er det centrale etiske begreb i taoismen. Universet udfolder sig harmonisk ifølge sine egne love, og udøvelsen af en menneskelig vilje imod denne udfoldelse forstyrrer den naturlige harmoni. I stedet bør man lære at fornemme tao, der flyder gennem alle ting, og man bør handle i overensstemmelse hermed. Den vise mand afpasser sine handlinger efter taos bevægelser.
Wuwei er at følge naturens strøm og at handle uanstrengt og uforceret. Hvis man afstår fra at handle i modstrid med naturen, så afstår man fra "at svømme mod strømmen", og så er man i harmoni med tao. Så vil ens handlinger krones med held.

## Taoismen som religion
Taoismen som religion kan siges at være den eneste oprindelige religion, der er opstået i Kina.
Som religion har taoismen en orientering mod en transcendent verden. Den fungerer som en kinesisk folkereligion, der indeholder elementer af forfædrekult, magi, meditation og ritualer. Gennem historien har taoismen optaget guder fra andre religiøse traditioner. Alle disse guder kan ses som manifestationer af tao eller aspekter af tao. De er udødelige, fordi deres liv er identisk med det evige tao. Guderne besidder essensen af oprindelsen til verden.
Centralt står tilbedelsen af Lao-tse, samt forsøget på selv gennem taoistisk praksis at opnå udødelighed.

## Taoismens tekster

### Tao Teh Ching
Tao Teh Ching har haft stor betydning for taoismen og er måske den mest alment kendte tekst blandt taoismens mange tekster. Den er blevet udgivet i et stort antal oversættelser. Teksten blev skrevet omkring 400 f.Kr., formentlig af en ellers ukendt person, Lao Tzu ("Den Gamle Mester"). 81 små digte indkredser, hvad tao er, og hvordan man lever et liv i overensstemmelse med tao.
Titlen kan oversættes på mange måder. Selv om der findes mange udlægninger af titlen, er der ingen tvivl om, at "Tao" betyder "vej", og at "Ching" betyder "skrift" eller "klassiker". "Teh" er det derimod sværere at finde et nutidigt ord for. Poul Andersen foreslår "magten", men "dyd" og "moral" er også blevet foreslået. Tegnet er meget almindeligt i tidlige tekster, og betydningen er som regel noget i retning af "at anvende kraft og magt for det gode", altså "god moral".
At kende andre er at have viden,
at kende sig selv er at være oplyst.
At overvinde andre er at have indflydelse,
at overvinde sig selv er at være stærk.
At stille sig selv tilfreds er at være rig.
At dominere sine handlinger er at være viljestærk.
Ikke at miste sit naturlige ståsted er at vare længe.
At dø, men ikke at gå til grunde, er at have langt liv.

Tao Teh Ching, kapitel 33. Oversat af Poul Andersen.

### Guanzi
Harold D. Roth og andre fremlægger en teori om, at teksten Guanzi er ældre end Tao Teh Ching, og at Tao Teh Ching kan være inspireret af den. Der er store ligheder mellem de to tekster, og meget tyder på, at Guanzi er det oprindelige oplæg. Guanzi er en tekst, der på en mere dagligdags og teknisk måde beskriver taoistens arbejde frem mod kærlighed, bevidsthed og ånd.
Her er en beskrivelse af tao:

Vi kan sige om tao, at det er det, der fylder formen, 
men mennesket kan ikke holde det fast.
Det går uden at komme tilbage, det kommer uden at tage af sted. 
Hvor stille! ingen hører dets lyd.
Hvor fuldendt! så det er i sindet.
Hvor uklart! man kan ikke se dets form.
Hvor rigeligt! Vi fødes alle med det.
Man kan ikke se dets form, man kan ikke høre dets lyd,
men er det velordnet, kalder vi det Dao.

(Guanzi, vers 3.)

### Chuang Tzu
Chuang Tzu (庄子/ 莊子, Mester Chuang) var en kinesisk filosof, der levede omkring år 300 f.Kr. i de stridende staters periode - en tid der ofte kaldes højdepunktet i kinesisk tænkning. Hans navn transskriberes på forskellige måder: Chuang Tsu, Chuang Tzu, Zhuang Tze, Chouang-Dsi, Chuang Tse, Chuangtze og Zhuangzi. Hans berømte skrift, som også kaldes Chuang Tzu, er en samling tekster. Det er dog tvivlsomt, hvor mange af dem han faktisk har skrevet. Men værket som helhed har haft en stor betydning i taoismen. Især de såkaldte "indre kapitler" anses for at være fra Chuang Tzus egen hånd.
Den mest berømte af alle Chuang Tzu-historier optræder i slutningen af det andet kapitel, "Om tingenes lighed". Her fortælles der om drømmen om sommerfuglen, som illustrerer Chuang Tzus måde at tænke på:

Jeg, Chuang Tzu, drømte engang, at jeg var en sommerfugl, der fløj glad omkring og nød livet uden at vide, at jeg var Chuang Tzu. 

Pludselig vågnede jeg op og var Chuang Tzu. 
Drømte Chuang Tzu, at han var en sommerfugl, eller drømte sommerfuglen, at den var Chuang Tzu? 
Der må være en forskel mellem Chuang Tzu og sommerfuglen? 

Dette er hvad man kalder transformation.

Chuang Tzu blander sig ikke meget i livets forhold med meninger om, hvad der er rigtigt og forkert. I stedet vender han hele vores eksistens og værdigrundlag på hovedet i både vittige og indsigtsfulde anekdoter.

### I Ching
Skriftet I Ching, også kaldt "Bogen om Forvandlinger", er opfattet som en af de konfucianistiske klassikere, men den bliver også ofte opfattet som en bog med stor betydning for taoismen. I Ching er en spådomsbog, der bruges til at forstå livets forvandlinger. Den oprindelige kerne er mindst 2500 år gammel, men et stort antal kommentarer og fortolkninger er blevet lagt oven på i tidens løb. Den oprindelige tekst uden kommentarer er ofte meget kortfattet. Her er et eksempel:
Glæde: For at der kan være glæde, skal alting gå godt. Derfor vil det være gavnligt at rette tingene.

Harmonisk glæde er godt.

Glæde baseret på indre tillid og ro er godt. Så må man få tristhed væk.

At prøve at få glæde til at komme vil være dårligt.

Man taler om glæde, men der er endnu ikke fred. Når man kan holde det skadelige fra livet, så kan der være glæde.

I Ching, heksagram nr. 58: Glæde

## Den ritualiserede Taoisme og Taozang
Taoismen er oprindeligt grundlagt på et ret løst fundament af tidlige tekster, der er skrevet af uafhængige tænkere. Den ritualiserede Taoisme blev formet senere og har antaget varierende former gennem tiden. Taozang er betegnelsen for den taoistiske kanon. Det er en stor samling af omkring 1500 tekster, hovedsageligt skrevet i perioden mellem Han-dynastiet og Song-dynastiet. Hver gren af taoismen har dog sine egne tekster.
Den ritualiserede taoisme har haft trange kår i Kina siden den kommunistiske revolution. Den er især udbredt i Taiwan og Hongkong.

## Taoistiske retninger
Der har gennem tiden været forskellige taoistiske mestre og retninger, med ret forskelligartede ideer. Nogle af disse har holdt sig intakt fra gammel tid, men det er i dag almindeligt at tage forskellige begreber og sætte dem sammen, ofte med nye navne. Som oftest er det den aktuelle mester, der bestemmer, hvilke begreber og principper der skal undervises i.
Eksempler på retninger indenfor taoismen er: Shang Qing, Zheng Yi Tao (正一道 , Den Sande Ene), Quan Zhen (全真, Den Komplette Sandhed) samt en del andre.
|                                                          | Taoismen 道家 gennem Kinas historie |                                                                 |
| -------------------------------------------------------- | ----------------------------------- | --------------------------------------------------------------- |
|                                                          | Guanzi 管子內業 Ca. 400 fvt.        |                                                                 |
|                                                          | Tao Teh Ching 道德經 Ca. 400 fvt.   |                                                                 |
|                                                          | Chuang Tzu 莊子 Ca. 300 fvt.        |                                                                 |
| Huanglao 黃老 traditionen 100-tallet og 200-tallet fvt.t |                                     |                                                                 |
|                                                          |                                     | Tianshi Tao 天師道 (De Himmelske Mestre) 100-tallet evt.        |
| Xuan Xue (Neo Taoismen) 玄學 300-tallet evt.             |                                     |                                                                 |
|                                                          |                                     | Shangqing 上清 (Højeste klarhed) 400-tallet evt.                |
|                                                          |                                     | Zheng Yi 正一道 (Den Sande Enhed) 500-tallet og 600-tallet evt. |
|                                                          |                                     | Quanzhen 全真 (Den Komplette Perfektion) 1100-tallet evt.       |